# Фридрих I (маркграф Бранденбург-Ансбаха)
Фридрих I (нем. Friedrich V. von Brandenburg, «der Ältere»; 8 мая 1460, Ансбах — 4 апреля 1536, Ансбах) — маркграф Бранденбург-Ансбаха с 1486 года, маркграф Бранденбург-Кульмбаха с 1495 года, из династии Гогенцоллернов. Старший сын курфюрста Бранденбурга Альбрехта III от брака с его второй женой Анной Саксонской (дочери курфюрста Фридриха II). Его единокровным братом был курфюрст Бранденбурга Иоганн Цицерон.
В 1486 году Фридрих получил в наследство от отца княжество Ансбах, а в 1495 году от своего младшего брата Зигмунда Бранденбург-Кульмбахского — Бранденбург-Кульмбах.
Из-за расточительного образа жизни, приведшего к образованию долгов, и взрывного характера в 1515 году Фридрих был смещён своими сыновьями Казимиром и Георгом, и провёл 13 лет в заключении.

## Семья
14 января 1479 года во Франкфурте-на-Одере Фридрих женился на Софии Ягеллонке (1464—1512), дочери польского короля Казимира IV. У них родилось 17 детей:
- Елизавета (1480—1480)
- Казимир (1481—1527)
- Маргарита (1483—1532)
- Георг (1484—1543), женат трижды: на Беатрисе де Франгепан, на Гедвиге Мюнстерберг-Эльсской и Эмилии Саксонской
- София (1485—1537), замужем за Фридрихом II Легницким
- Анна (1487—1539), замужем за Вацлавом II Цешинским
- Барбара (1488—1490)
- Альбрехт (1490—1568), великий магистр Тевтонского ордена, герцог Пруссии, женат на Доротее Датской, затем на Анне Марии Брауншвейг-Каленберг-Гёттингенской
- Фридрих (1491—1497)
- Иоганн (1493—1525), вице-король Валенсии, женат на Жермене де Фуа
- Елизавета (1494—1518), замужем за Эрнстом Баден-Дурлахским
- Барбара (1495—1552), замужем за Георгом III Лейхтенбергским
- Фридрих (1497—1536), каноник вюрцбургский и зальцбургский
- Вильгельм (1498—1563), архиепископ Рижский
- Иоганн Альбрехт (1499—1550), архиепископ Магдебургский
- Фридрих Альбрехт (1501—1504)
- Гумпрехт (1503—1528), домицелларий Бамбергерский